# Anne-François Arnaud
Pour les articles homonymes, voir Arnaud et François Arnaud.
Anne-François Arnaud, né à Troyes le 16 octobre 1787 et mort dans la même ville le 28 octobre 1846, est un peintre français.

## Biographie
Élève de François-André Vincent, du Baron Gros, puis de David. Dès 1819, membre de la Société académique de l'Aube. En 1820, il est nommé professeur adjoint à l'École de dessin de sa ville natale, puis directeur professeur. Premier conservateur du musée de Troyes. En 1845, il peint le décor de la chapelle de l'hospice Saint-Nicolas à Troyes. Il peint aussi des grisailles pour le Palais de Justice troyen.

## Liste de tableaux conservés aumusée Saint-Loup
D'après le dictionnaire Saur, notice de J. P. Sainte-Marie.
- Vue de l'ancienne porte Saint-Jacques à Troyes, détruite en 1851.
- Vue de l'ancienne porte de Paris à Troyes, 1834.
- Le Premier Consul franchissant les alpes au col du Grand-Saint-Bernard.
- Portrait de Louis Camussat de Vaugourdon.
- Portrait de l'abbé Sompois.
- Portrait de Madame Sompois, (Mère de l'abbé) 1828.
- Portrait de Madame Carteron, née Cortier, 1823.
- Portrait de Marie-Madeleine Soucin.
- Portrait de Louis Duchat.
- Portrait de l'abbé Henry-Remy Hubert, 1827.
- Il a peint en 1816, une copie du tableau de David Le Premier Consul franchissant les Alpes au col du Grand-Saint-Bernard.

## Liste de dessins conservés au musée Saint-Loup
D'après le site Joconde :
- Ancien plan de la ville de Troyes.
- Ancienne porte de Croncels à l'époque de la démolition, faite de mémoire.
- Bas relief du grand portail de Saint-Urbain de Troyes.
- La Tour Barbazan et le passage du Noyer-aux-Enfants.
- Les Mausolées de Charles et Roger de Choiseul-Praslin (?-1626) ; (?-1641).
- Les Tourelles de Croncels, vue prise du pont de la rue de l'Eau bénite regardant le rempart à l'intérieur.
- Petite porte de la maison des carmélites à Troyes.
- Pierre tombale figurant un chevalier, provenant de Notre-Dame-en-l'Isle.
- Plan de la cave percée.
- Porte de comporte ou de treize, vue de l'intérieur, lors de la sa démolition.
- Restes des remparts du Midi, Porte Saint-Jacques, vue de côté.
- Salle latérale de la Porte Saint-Jacques à Troyes.
- Tête de Bacchus antique, trouvée à Troyes.
- Tombe de saint-Pierre de Troyes.
- Tour de Baleau, mail du même nom, dérivation de la Vienne.
- Vierge à l'enfant, vue de face et de profil.
- Vue d'une chapelle à droite du portail principal à Sainte-Madeleine à Troyes.
- Vue de l'entrée de la porte Saint-Jacques à l'intérieur.
- Vue de l'entrée de la porte Saint-Jacques à Troyes.
- Vue de la porte de Paris, ou porte du Beffroi.
- Vue de la tour chapitre.
- Vue de la tour de Saint-Dominique à Troyes.
- Vue des remparts du nord, près de moulins brûlés.

## Œuvres passées en vente publique
- Rome, Christie's, 15 octobre 1991, no 65, Un couple suppliant une sainte, huile sur toile 52 par 62 cm.
- Piasa, Paris, 17 décembre 2004, no 124, Une jeune mère et son petit garçon, huile sur toile, 178 par 132 cm, 1831.

## Publications
- Antiquités de la ville de Troyes et vues pittoresques de ses environs, Troyes - Paris 1825.
- Voyage archéologique et pittoresque dans le département de l'Aube, Troyes et Paris, 1837.